# 白竹 (萬曆進士)
白竹（1578年—？年），字長倩，湖廣岳州府華容縣人，明朝政治人物。

## 生平
萬曆三十一年（1603年）癸卯湖廣鄉試八十一名舉人，萬曆三十八年（1610年）庚戌科會試六十四名，第三甲第一百九十二名進士。刑部觀政，授南京行人司司副，四十三年陞南京戶部江西司員外郎，四十五年陞郎中，四十六年陞江西建昌府知府。

## 家族
曾祖白汝弼，祖白仁，父白起旦，母程氏。永感下。兄羽（運判）；絲（廩生）；芻（庠生）；炎（庠生），弟瑜（廩生）；珏（廩生）；圭（廩生）；昌（庠生）。子白洵（庠生）。